# Margarette Reiner
Grete Reiner-Straschnow-Stein, v matrice Margarette (20. listopadu 1885 Praha – před 9. březnem 1944 Osvětim) byla německá židovská překladatelka do němčiny, redaktorka a vydavatelka. Jako první, po českém vydání, přeložila román Jaroslava Haška Osudy dobrého vojáka Švejka za světové války do jiného jazyka. Byla obětí holokaustu.

## Život

### Dětství
Margarette Reinerová se narodila v Praze na Novém Městě č. p. 1598 v ulici V jámě (dům stojí dodnes) v židovské, německy mluvící rodině. Její otec JUDr. Moritz Stein (16. 3. 1851) byl advokátem. Pocházel z Kosovy Hory, okres Příbram (tehdy Amschelberg). Byl synem obchodníka Samuela Steina a Františky rozené Friedman. Matka se jmenovala Pauline a byla dcera Adolfa Jelinka, majitele továrny na kožené rukavice [Handschuhlederfabrikant] a Anny rozené Růžička. Jméno Margarette, Margarethe nebo českou verzi Markéta používala pouze v úředním styku. Jinak používala domácí verzi jména Grete nebo počeštělé Greta. Tímto jménem také později signovala své práce.
Asi rok po jejím narození se rodina přestěhovala na Královské Vinohrady č. p. 94 (dům již neexistuje). Zde se také narodili Margarettini sourozenci: 26. července 1889 Gustav Stein, 8. dubna 1891 Gertrude Stein a 16. května 1895 Marianne Stein. Rodina Steinových patřila zcela jistě k té bohatší vrstvě pražských, německy hovořících obyvatel.

### První sňatek a narození syna
Poprvé se provdala ve svých necelých jednadvaceti letech za advokáta JUDr. Oskara Straschnowa, narozeného v Roudnici n. L., dne 12. června 1875 Karlovi Straschnow, obchodníkovi v Roudnici n. L. a Amálii Straschnov-Rössel. Svatební obřad se uskutečnil ve Vinohradské synagoze, 8. července 1906.
Manželé bydleli v Dušní ulici č. 10, Praha 1, č. p. 907. Zde se jim narodil dne 22. 6. 1911 syn Kurt Straschnow.
I když manželský svazek trval téměř osmnáct let, nebylo soužití v závěru šťastné a bylo rozvedeno Zemským soudem civilním v Praze 22. března 1924 z viny manžela. (Viz poznámka v matričním záznamu o sňatku).
Ani JUDr. Oskar Straschnow neunikl „konečnému řešení židovské otázky“. Byl deportován, spolu s dalším tisícem pražských Židů, dne 9. července 1942 transportem AAp do Terezínského ghetta. Zemřel v Terezíně na spálu dne 13. listopadu 1942.
Jediný Kurt Straschnow vše přežil. Zemřel ve Švýcarsku dne 14. října 1999 v osmaosmdesáti letech.

### Druhý sňatek
Margarette Straschnow se znovu provdala, nedlouho po rozvodu s Oskarem Straschnow, za tiskového referenta rakouského vyslanectví PhDr. Karla Reinera. Podle záznamu ze žádosti o cestovní pas je patrné, že sňatek byl civilní: Oddací l. z mag. hl. m. Prahy č.IV f 881/24 ze dne 21. 6. 1924. Podle záznamu na žádosti o obč. průkaz se obřad uskutečnil 18. června 1924.
Karel Reiner se narodil v Čakovicích 23. ledna 1897 obchodníkovi Emilu Reinerovi a Floře Reinerové-Wolfové. Emil Reiner (1870) pocházel z Divišova u Benešova a Flora Wolfová  se narodila 26. ledna 1876 v obchodnické rodině z Benešova.
V roce 1928 se stal redaktorem zahraniční rubriky Prager Presse.
Osud Karla Reinera byl rovněž tragický. Byl deportován do Terezína 11. srpna 1943 transportem Cz-St 64. A 6. září 1943 byl spolu s manželkou deportován v transportu Dl do vyhlazovacího tábora Auschwitz II-Birkenau, kde byl zavražděn.

## Strašnická vila
Reinerovi v roce 1925 žili na adrese Praha II, č. p. 1793 Sokolská ulice č. 50. V té době zřejmě zadali architektu Jaromíru Krejcarovi zakázku na postavení funkcionalistické vily ve Strašnicích, v ulici Nad Olšinami. Po kolaudaci v roce 1927 bylo vile přiděleno číslo popisné 672 a stala se místem živých společenských setkání. Mezi častými hosty bylo možno potkat takové osobnosti jako kritika F. X. Šaldu, bojovnici za moderní umění a dobrý vkus a zároveň manželku architekta vily Milenu Jesenskou či historika umění Antonína Matějčka. Po okupaci Československa byla Rainerovým vila zkonfiskována pro potřeby Gestapa a Reinerovi se už sem nikdy nevrátili. Dnes je vila majetkem státu a její čistý funkcionalistický sloh byl zcela poničen nešetrnou přestavbou.

## Smrt
Před deportací do Terezínského gheta dne 22. prosince 1942 transportem Ck, žila Margarette opět v bytě svého bývalého manžela v Dušní ulici č. 10 na Praze I č. p. 907 (asi u svého syna). V Terezíně se setkala se svým mužem až v srpnu 1943. 6. září 1943 odjely z Terezína dva vlaky, sestavené z vozů na přepravu jatečních zvířat. V jednom, označeným jako transport Dl, bylo  napěchováno 2 484 tehdejších obyvatel  židovského terezínského ghetta a ve druhém – transport Dm, bylo 2 528 osob. Transporty měly cílovou stanici pod nacistickým krycím názvem Arbeitslager Birkenau bei Neuberun, Oberschlesien [Pracovní tábor Březinka u Nové Beruně, Horní Slezsko] ve skutečnosti se ale jednalo o vyhlazovací tábor Auschwitz II-Birkenau. Do transportu Dl byla také zařazena Margarette Reinerová a její manžel PhDr. Karel Ludvík Reiner. To jsou poslední známá fakta. Zda Reinerovi zahynuli na útrapy transportu nebo zemřeli později, zatím nevíme. Možná, že přežili až do 8. března 1944. Ten strašný den došlo k obklíčení tzv. Terezínského rodinného tábora vojsky SS a blok po bloku byl nakládán do aut a odvážen do plynových komor. Muži do krematoria III., ženy potom do krematoria II. V noci z 8. na 9. března bylo tak popraveno asi 3 800 osob… Byla to největší hromadná vražda československých občanů v dějinách.

## Profesní činnost

### Redaktorka a šéfredaktorka
První doložitelné zaměstnání Margarette Reinerové byla redakční práce v Prager Presse (rok 1927), kde také zveřejnila nejvíce svých překladů. Následovalo místo šéfredaktora Arbeiter Illustrierte Zeitung, jak o tom podala svědectví její jmenovkyně Lenka Reinerová: Jmenovalo se to Arbeiter Illustrierte Zeitung. A podle tehdejšího tiskového zákona musel být zodpovědný redaktor československý občan. A pro ten časopis byla delší dobu zodpovědným redaktorem Greta Reinerová. Neměla se mnou vůbec žádné příbuzenské vztahy. Jednoho dne tato dobrá žena tu funkci už nechtěla vykonávat, on taky takový člověk musel často k policii, protože jsme uráželi jednou Göringa, podruhé Goebbelse a tyhle pány. To se muselo stát někdy v roce 1935, protože v roce 1936 byla Margarette Reinerová již vydavatelkou vlastního časopisu Deutsche Volks-Zeitung.

### Vydavatelka
Po nástupu Hitlera k moci začaly v ČSR hledat pomoc němečtí emigranti. A jim byl určen týdeník Deutsche Volks-Zeitung, které Margarette Reinerová vydávala v letech 1936–1938.

### Překladatelka
Nejvíce úsilí věnovala Margarette Reinerová překladatelské činnosti. Překládala hlavně kratší literární útvary, které publikovala převážně v pražských německých novinách Prager Presse, Prager Tagblatt a Prager Abendblatt. Výjimečně v rakouských periodikách Der Kuckuck, Das interessante Blatt a Das Kleine Blatt. Nelze však opominout ani její rozsáhlejší knižní překlady.

### České překlady do němčiny
Překlady z českého jazyka tvoří převážnou část díla Margarette Reinerové.
Nejvíce překládaným českým autorem byl Jaroslav Hašek. Zatím bylo nalezeno na 80 povídek, fejetonů, humoresek, které Reinerová přeložila. Paradoxem je, že bylo přeloženo jedenáct Haškových povídek, u kterých se nepodařilo dosud objevit českou předlohu.
Kromě Haška překládala i další české autory. Mezi nejznámější a nejvíce překládané spisovatele patřili: Lev Blatný; Emil František Burian; Karel Matěj Čapek-Chod; František Gellner; Jarmila Hašková; Jaromír John; Jiří Mahen; Helena Malířová; Jan Neruda; Vítězslav Nezval; Arne Novák; Ivan Olbracht; Marie Pujmanová; Bohumil Říha; Emil Vachek; Vladislav Vančura a Jiří Wolker.
Mezi knižní překlady patří zejména Haškův román Osudy dobrého vojáka Švejka za světové války a jeho pokračování Osudy dobrého vojáka Švejka v ruském zajetí od Karla Vaňka. Od ostatních autorů to jsou: Arne Novák, Praha barokní (Das barocke Prag) a České písemnictví s ptačí perspektivy (Die tschechische Literatur aus der Vogelperspektive); Ivan Olbracht, Žalář nejtemnější (Der dunkelste Kerker); Emanuel Vajtauer, Ostrov Slzí (Träneninsel); Vladislav Vančura; Pekař Jan Marhoul (Bäcker Marhoul); Jaroslav Raimund Vávra, Petrolejáři (Petroleum Krieg).

### Švejk německy
Vyšel jako první překladatelské dílo Haškova románu pod názvem „Die Abenteuer des braven Soldaten Schwejk während des Weltkrieges“ v nakladatelství Adolf Synek v roce 1926. Kdy začala Reinerová knihu překládat asi nelze zjistit. Jisté je, že Synkovo nakladatelství vydalo všechny čtyři díly poměrně rychle za sebou během roku 1926. A úspěch se zřejmě dostavil, neboť ještě ve stejném roce vyšlo druhé vydání I. až III. dílu. IV. díl druhého vydání vyšel v roce 1927. Následovalo ještě třetí vydání I. dílu.  
Margarette Reinerová v předmluvě k I. dílu, mimo jiné, vyzdvihuje Haška coby autora nového typu hrdiny světové literatury v době, kdy někteří kritici odmítali román jako něco, co do literatury vůbec nepatří: „Jaroslav Hašek, der große Satiriker, Humorist und tschechische Cervantes, hat im „braven Soldaten Schwejk“ einen für die Weltliteratur völlig neuen Typus geschaffen. Denn Typus des raffinierten Dummkopfs.“ [Jaroslav Hašek, velký satirik, humorista a český Cervantes vytvořil v „dobrém vojáku Švejkovi“ zcela nový typ pro světovou literaturu. Typ chytrého, rafinovaného hlupáka.] Později své myšlenky rozvedla detailněji: „[Švejkův] antimilitarismus není, jak se velmi často a falešně předpokládá, zásadním kvietismem, zásadním zřeknutím se každého boje a podřízením se každým okolnostem. Již Švejk není žádnou pasivní povahou, naopak je aktivním bojovníkem svého druhu, jenž se nedá tak lehce „porazit“... Švejk ve své vlastní podstatě není nic jiného než první ztělesnění odporu ušlápnutého lidu, který se vždy znovu zvedá, a nelze ho přemoci.“ Autorka překladu již v úvodu předesílá, že použila tzv. Prager Deutsch – pražskou němčinu. V Praze se ve vyšších a hlavně vzdělaných vrstvách, používala pravopisná němčina, ale běžně mezi prostým lidem se používala němčina, která měla k té pravopisné daleko. Byla ovlivněna různými dialekty, zejména vídeňským, Jüdisch, austrismy a čechismy. A právě tuto němčinu Reinerová použila. Román od té doby vyšel v tomto originálním překladu v Německu ještě mnohokrát. Naposledy v roce 2003.

### Ostatní překlady do němčiny
Margarette Rienerová překládala do němčiny i autory jiných jazyků. Nejvíce překládala z francouzštiny a angličtiny, ale byly zjištěny překlady z italštiny, ruštiny. Jedná se vesměs o kratší práce, ale ze slovenštiny přeložila román od Vámoše Gejzy Atómy Boha (Atome Gottes).

## Galerie

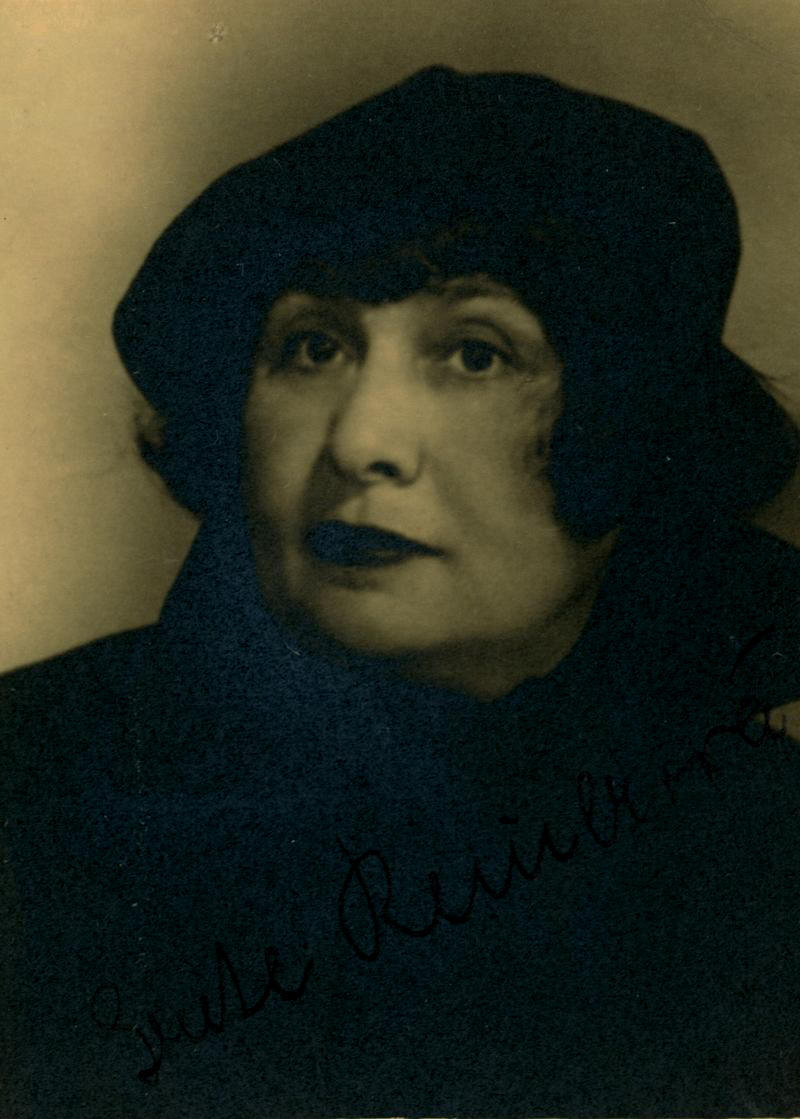
Margarette Reiner rozená Stein, fotografie z žádosti o cestovní pas v roce 1937.
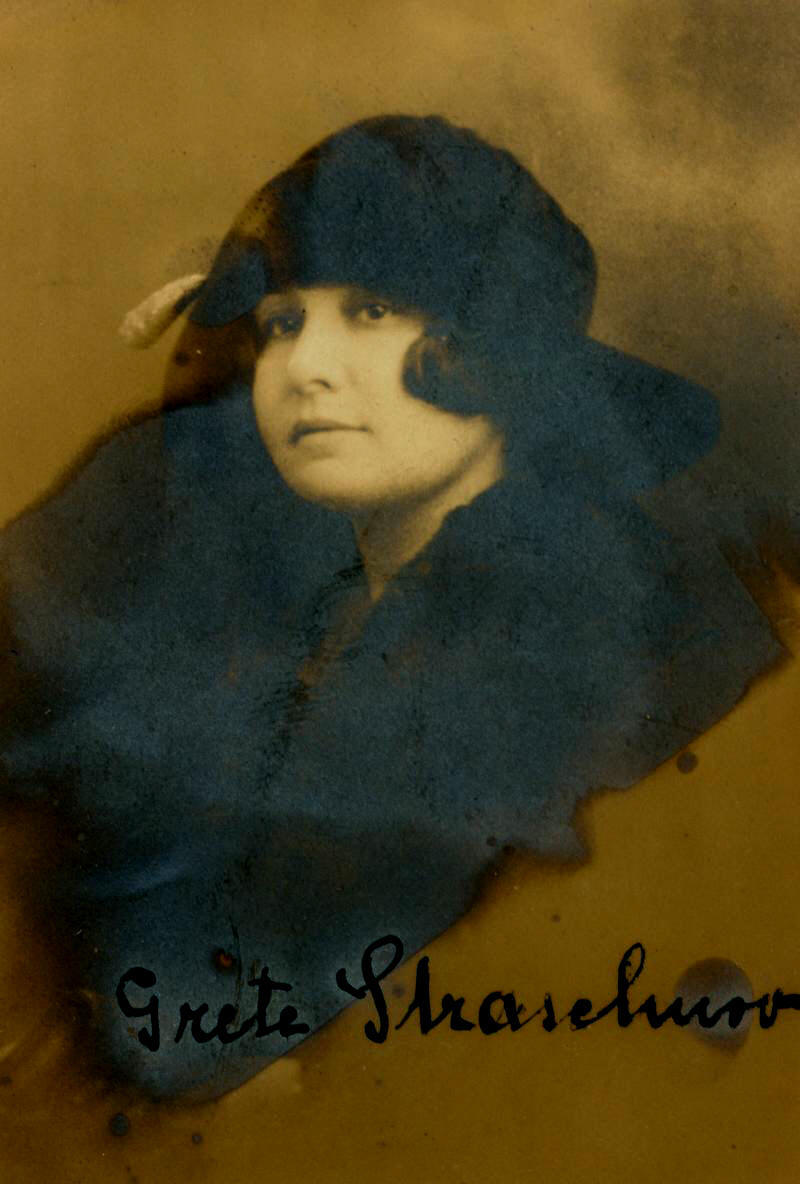
Margarette Straschnow rozená Stein, fotografie z žádosti o cestovní pas v roce 1921.
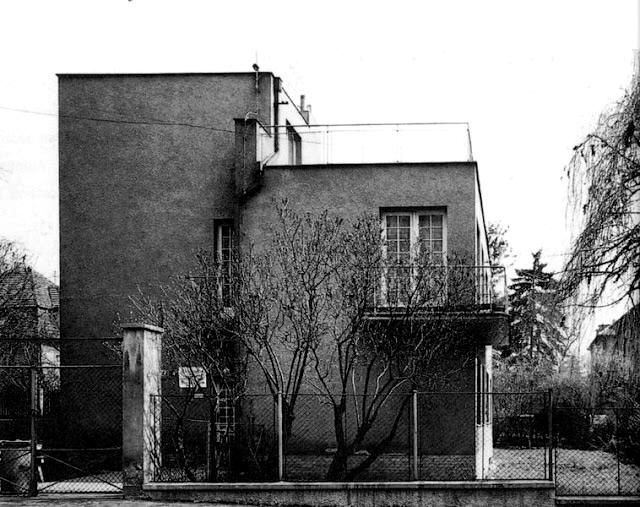
Vila manželů Reinerových
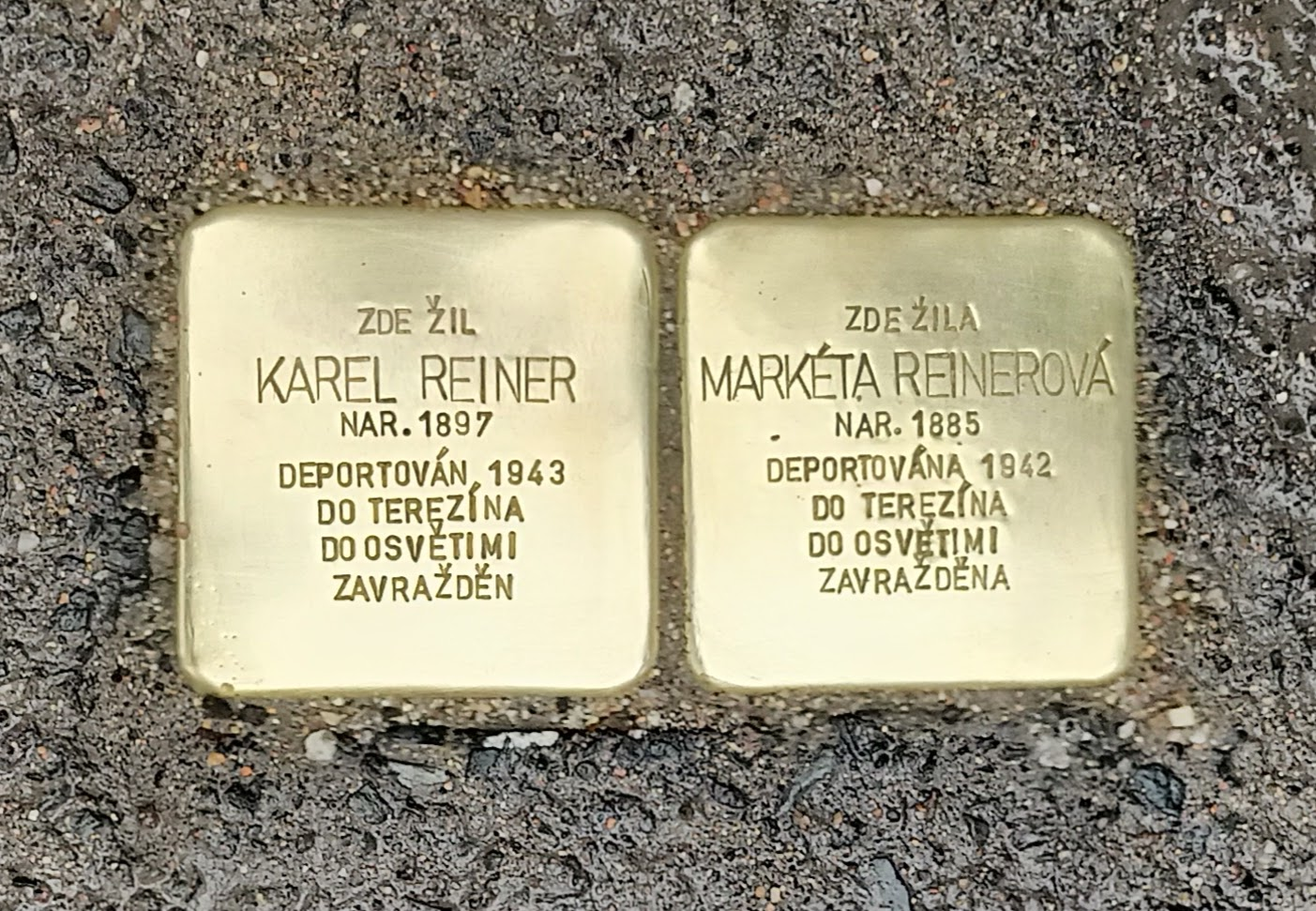
Kameny zmizelých Markéty a Karla Reinerových byly instalovány 26. září 2024 před jejich vilou Nad Olšinami 672, Praha 10.